# نادي الوحدة (عمان)
نادي الوحدة العماني ناد تابع لولاية جعلان بني بوعلي في عُمان تأسس عام 1970 م. يشارك النادي في دوري الدرجة الأولى العماني. حصل على لقب دور يالدرجة الثانية عام 1988 م. للنادي إنجازات عديدة في الرياضات الأخرى. أشهر نجومه لاعب المنتخب السابق خيري خادم. يتبع النادي أكثر من 14 فرع.